# Claviorganum

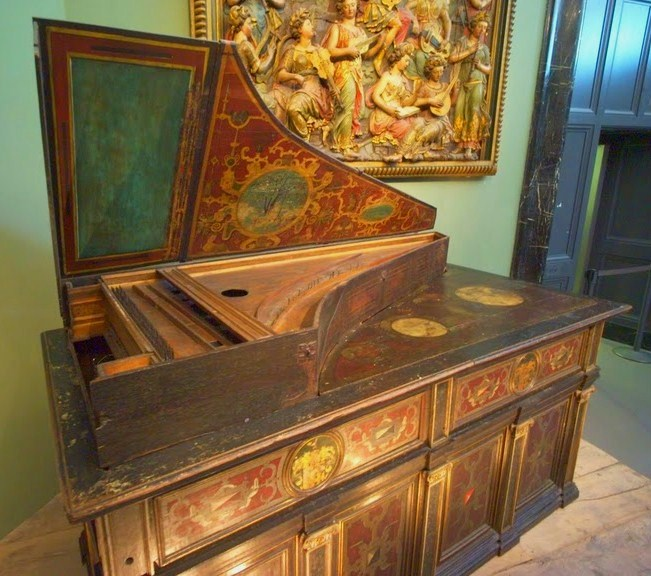
Claviorganum de 1579, de facture anglaise, conservé au Victoria and Albert Museum.

Claviorganum français anonyme - Hambourg, Museum für Kunst und Gewerbe.

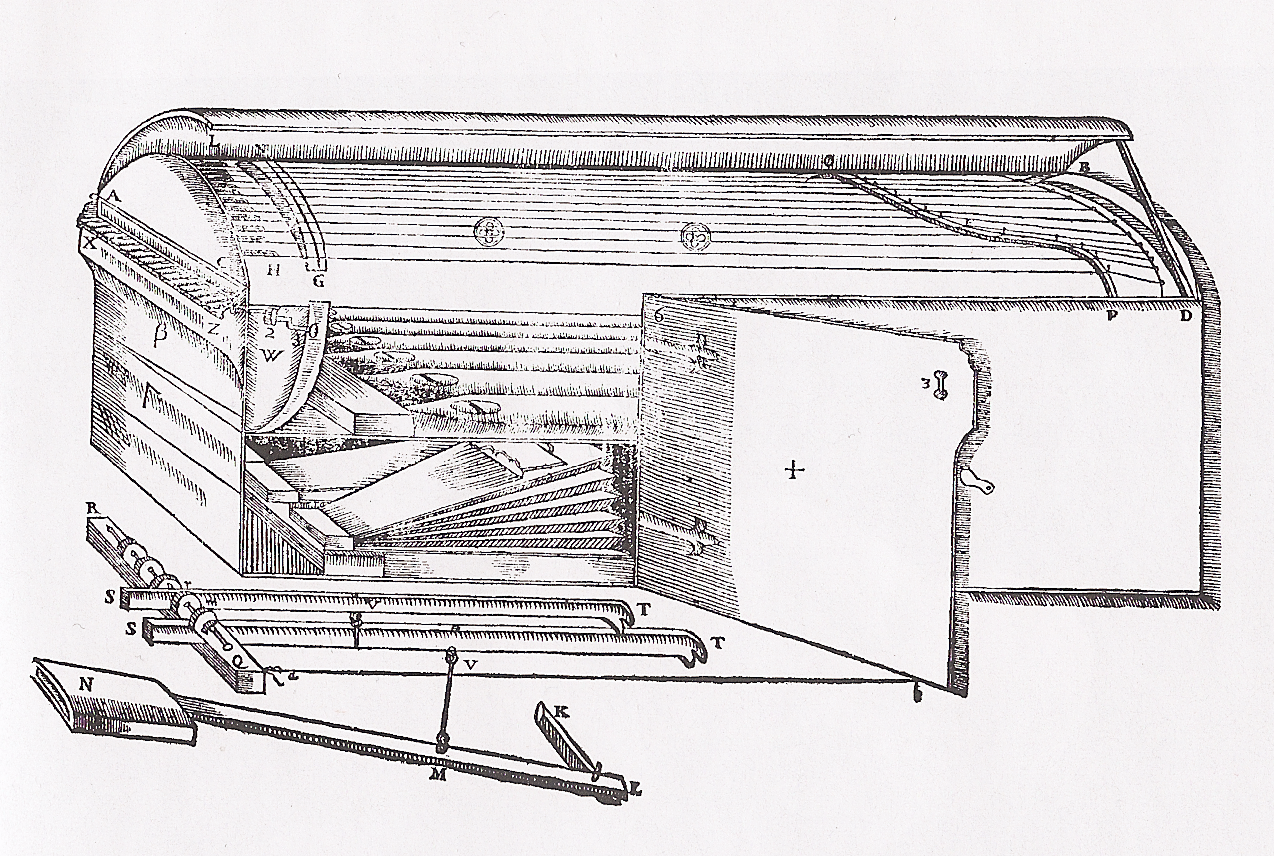
Le claviorganum de l'ouvrage d'Athanasius Kircher, Musurgia universalis (1650).

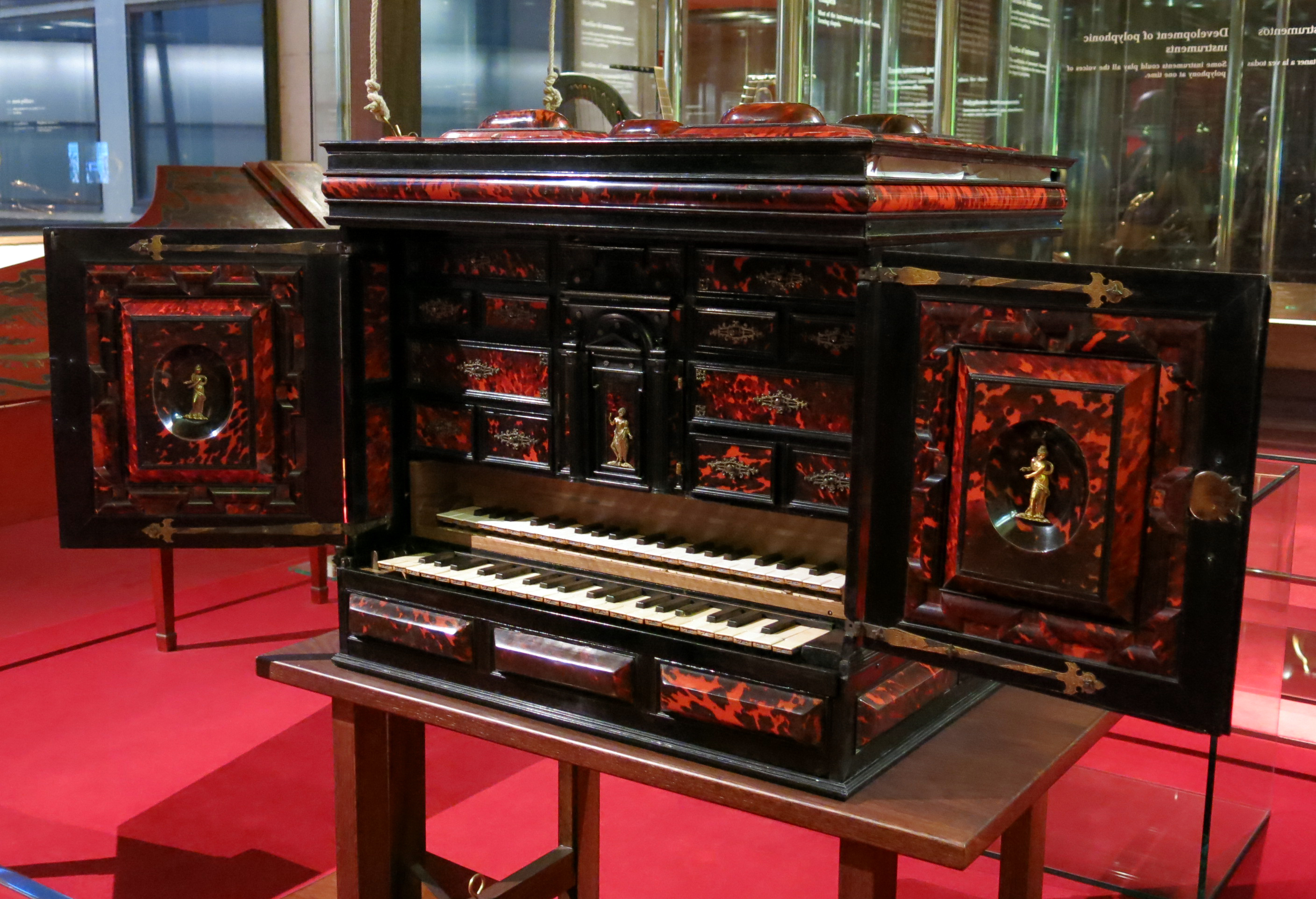
Claviorganum Lorenz Hauslaib, MDMB 821, du Museu de la Música à Barcelone.

Le claviorganum ou clavecin organisé en français (en anglais : claviorgan, allemand : orgelklavier, espagnol et italien : claviórgano), est un instrument combinant les tuyaux d'un orgue et les cordes pincées d'un clavecin ou de l'épinette.
L'instrument est attesté dès le XVe siècle et est diffusé en petit nombre et construit en Europe jusqu'au XVIIIe siècle,. Le Victoria and Albert Museum à Londres en conserve un exemplaire daté de 1579 et construit par Lodewijk Theeuwes, un facteur originaire d'Anvers installé à Londres. La facture est de grande variété. 
Un clavecin datant de 1585 est l'œuvre du facteur vénitien Alessandro Bertolotti ; il a été intégré à un claviorganum en 1677 - l'ensemble est conservé dans les collections du Musée des instruments de musique de Bruxelles.
Au Museum für Kunst und Gewerbe de Hamburg (collection Beurmann) se trouve un claviorganum français dont la partie clavecin daterait de 1630 environ, ce qui en ferait le plus vieux clavecin français connu. Il a deux claviers, disposé 8x8x4. La partie orgue date seulement du XVIIIe siècle. Elle possède trois jeux respectivement de 8, 4 et 2 pieds.
Dans Musurgia universalis (1650), Athanasius Kircher donne une représentation d'un tel instrument et dans L'art du facteur d'orgue (1778) Dom Bedos en décrit un à trois claviers. Gaspar Schott décrit un Geigenwerk avec orgue en 1657.
En Allemagne, le facteur Johann Andreas Stein réalise sur le même principe (1772), une combinaison de l'orgue et du pianoforte sous le nom de « Melodica ».

## Discographie
- Das Salzburger Claviorganum 1591, Peter Widensky, Claviorganum Josua Pock, 1591 (septembre 1986, Deutsche Harmonia Mundi HM 823A) (OCLC 728098545)
- Hans Leo Hassler, Nicholas Strogers, William Byrd, John Bull, Orlando Gibbons, Johann Pachelbel, Johann Christophe Bach, Chritian Ritter - Gustav Leonhardt, claviorganum de Matthias Griewisch 2001 (février 2003, Alpha 042)
- Frescobaldi, Il primo libro di capricci - Jean-Marc Aymes, clavecin, claviorganum et orgue (décembre 2006, janvier 2007, Ligia Digital) (OCLC 665051130)